# 洋山精神
洋山精神，是2005年12月时任中共中央政治局委员、上海市委书记陈良宇于洋山深水港开港时提出的一种创业精神，概括为：
|  | 不辱使命的负责精神； 勇挑重担的拼搏精神； 保持本色的奉献精神； 求真务实的科学精神； 团结协作的大局精神。 |